# 蓝绿金刚鹦鹉
藍綠金剛鸚鵡又名灰綠金剛鸚鵡（學名：Anodorhynchus glaucus），是南美洲的一種鸚鵡，最後一次可靠的紀錄已可追溯至1960年代。此品種與紫藍金剛鸚鵡（A. hyacinthinus）及李爾氏金剛鸚鵡（A. leari）非常相似。
淺藍綠金剛鸚鵡身長約70厘米，鳥體為淺藍綠色，頭部呈灰色，鳥喙為黑色，眼睛外圍有黃色的眼圈，下鳥喙邊緣鑲有半月形的黃色裸皮。
食物方面他們和紫藍金剛鸚鵡一樣，喜歡棕櫚樹的堅硬種子，而淺藍綠金剛鸚鵡特別偏好一種名為棕櫚樹（Syagrus yatay）的種子。此外，樹上成熟或是未成熟的果實、漿果和蔬菜也都是他們的次要食物。
此物種現時為IUCN紅色名錄的極危物種，並且列於華盛頓公約附錄一及二，嚴禁進行交易。

## 瀕臨絕種
此品種以往棲身於阿根廷北部、巴拉圭南部、烏拉圭東北部及巴西。在19世紀，因為捕捉活動及生境被破壞，淺藍綠金剛鸚鵡變得非常稀有。於20世紀，只錄得2個可信的野外發現紀錄。1990年代，鳥類學家前往巴拉圭南部考察，但沒有發現任何此品種依然存在的證據。
隨著農業發展，棕櫚樹被大肆砍伐導致生境地減少。其奪目的外表及龐大的體型使其成為獵人主要捕捉的目標，即使雛鳥亦被捕捉賣到寵物市場去。
世界上最後一隻已知的淺藍綠金剛鸚鵡在1938年死於阿根廷首都布宜諾斯艾利斯的動物園，剩下僅存的只有阿根廷自然歷史博物館的一具風乾標本。
在1975年被列為華盛頓公約組織附錄一的瀕臨絕種的鳥類，目前相信此種金剛早已絕種，剩下僅存的照片只有阿根廷自然歷史博物館的一具風乾標本。。在20世紀只有兩起比較可信的報告指出野外曾發現過他們的蹤跡，一件是在1951年的烏拉圭，另一件是1960年的阿根廷附近。目前科學家仍然嘗試能再度發現他們的蹤跡。

## 外部連結
- 國際雀鳥聯盟物種說明 （页面存档备份，存于）
- 淺藍綠金剛鸚鵡，Bluemacaws.org （页面存档备份，存于）
- 淺藍綠金剛鸚鵡的圖片，Bluemacaws.org （页面存档备份，存于）
- SOE鵡林鸚雄 — 淺藍綠金剛鸚鵡